# Hans Andersen Krüger

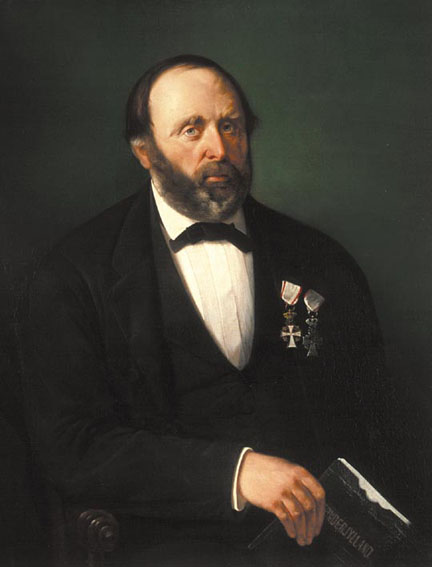
Hans Andersen Krüger, Gemälde von Christian Andreas Schleisner

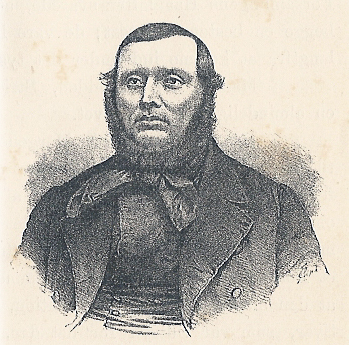
Hans Andersen Krüger

Hans Andersen Krüger (* 6. April 1816 in Bevtoft, Amt Hadersleben; † 27. August 1881 ebenda) war ein deutsch-dänischer Landwirt, Müller und Reichstagsabgeordneter.

## Leben
Krüger war Hof- und Mühlenbesitzer, Ritter des Dannebrog-Ordens und Dannebrogs-Mann in Bevtoft bei Hadersleben. Nach der Volksschule erhielt Krüger eine Ausbildung als Landwirt und Schnapsbrenner. 1841 übernahm er den Hof seines Vaters, zu dem auch eine Schankwirtschaft und eine Brennerei gehörten. 1847 bis 1864 war er Mitglied der schleswigschen Ständeversammlung, 1855 bis 1864 des Reichsrats der dänischen Monarchie und 1851 der Notabelnversammlung in Flensburg.
Von 1867 bis 1881 war er mit kürzeren Unterbrechungen Mitglied des Preußischen Abgeordnetenhauses für den Wahlkreis Provinz Schleswig-Holstein 1 (Hadersleben), dieses Mandat wurde ihm jedoch wegen Verweigerung des Treueeides mehrfach wieder aberkannt. 1867 bis 1881 war er Abgeordneter des Reichstages des Norddeutschen Bundes und Deutschen Reichstags für den Wahlkreis 1. Schleswig-Holstein, Sonderburg-Hadersleben.
Er ist einer von 18 verdienten Dänen, die auf dem Obelisk auf Skamlingsbanken namentlich genannt werden.

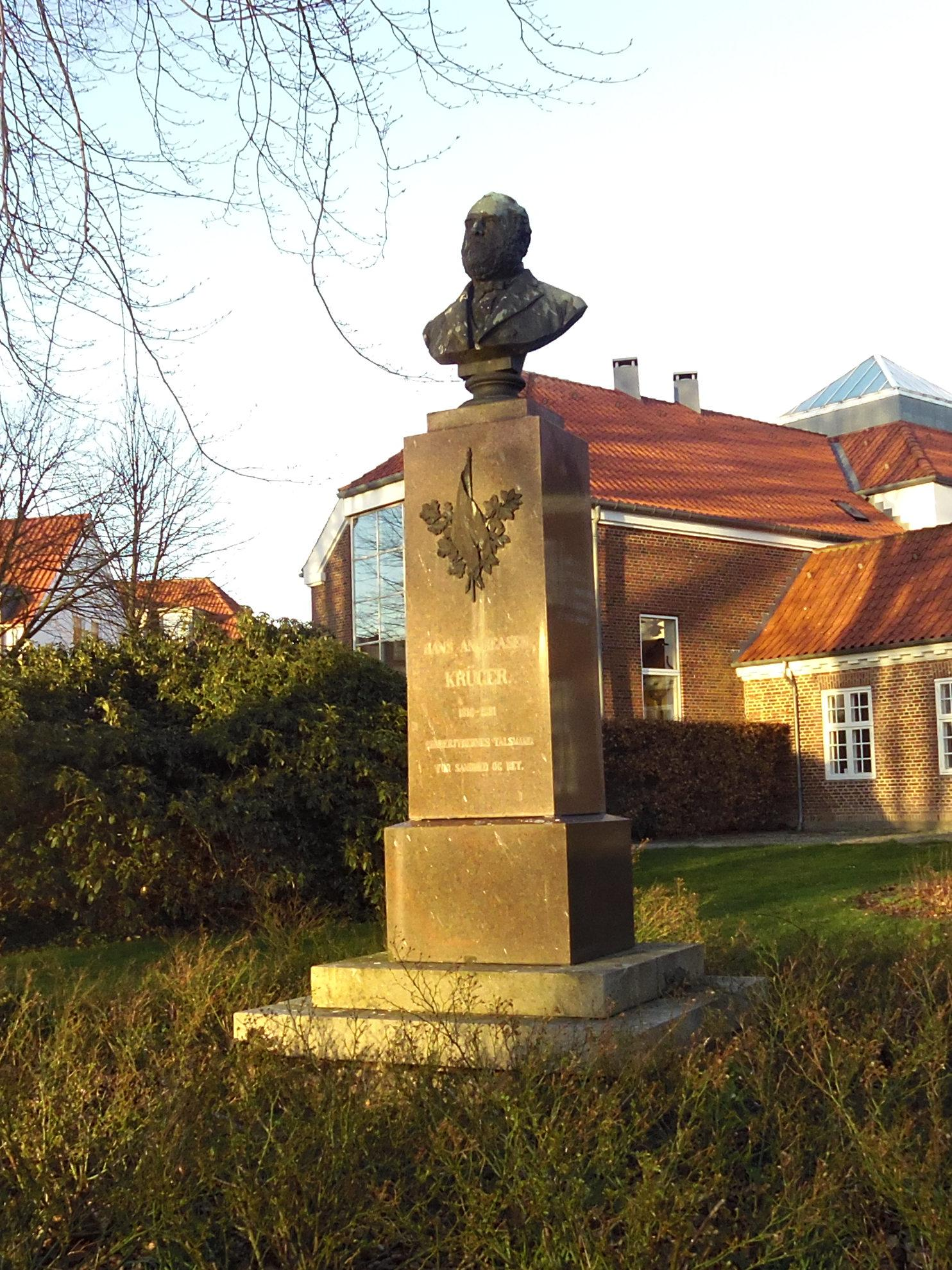
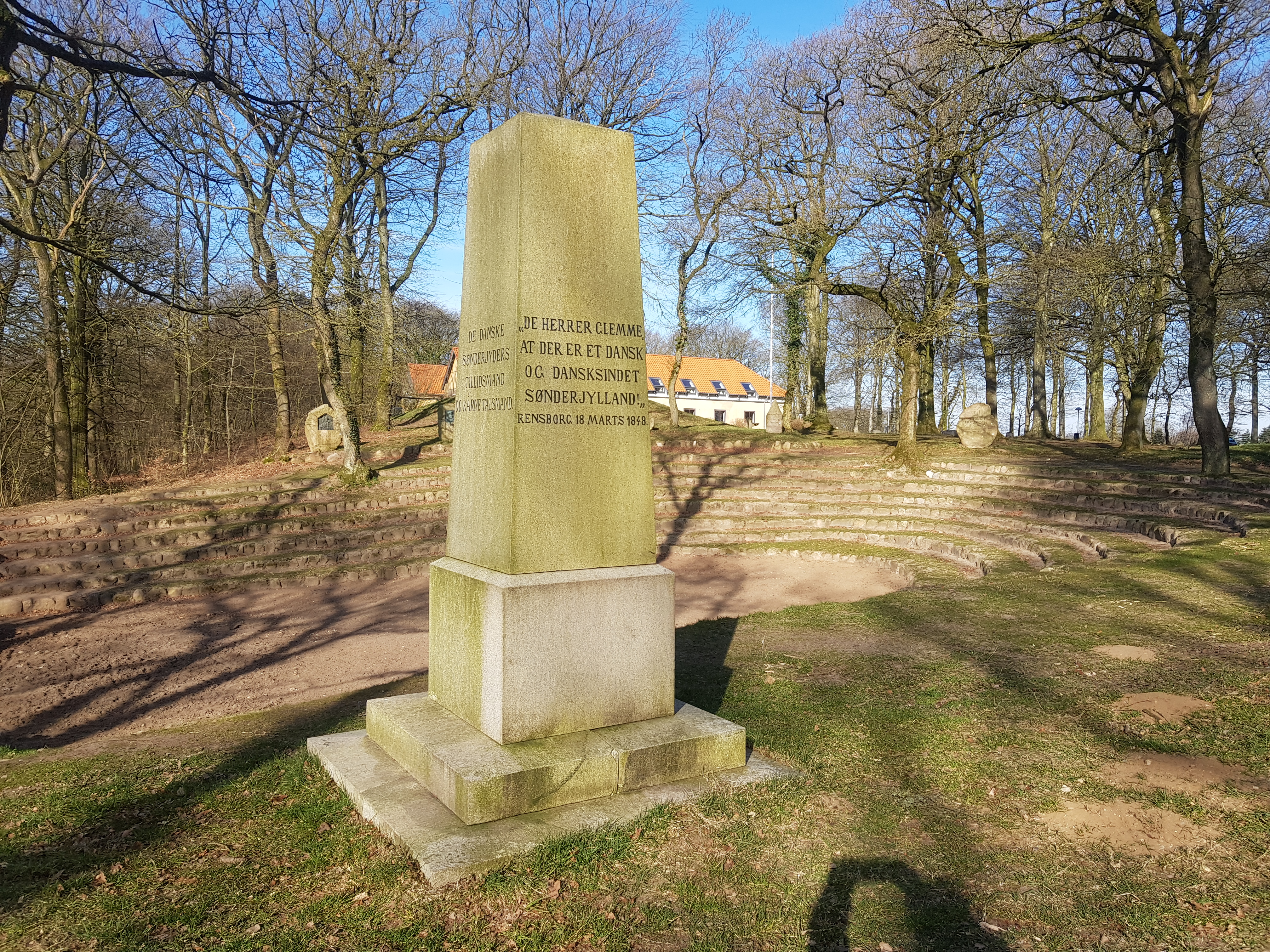
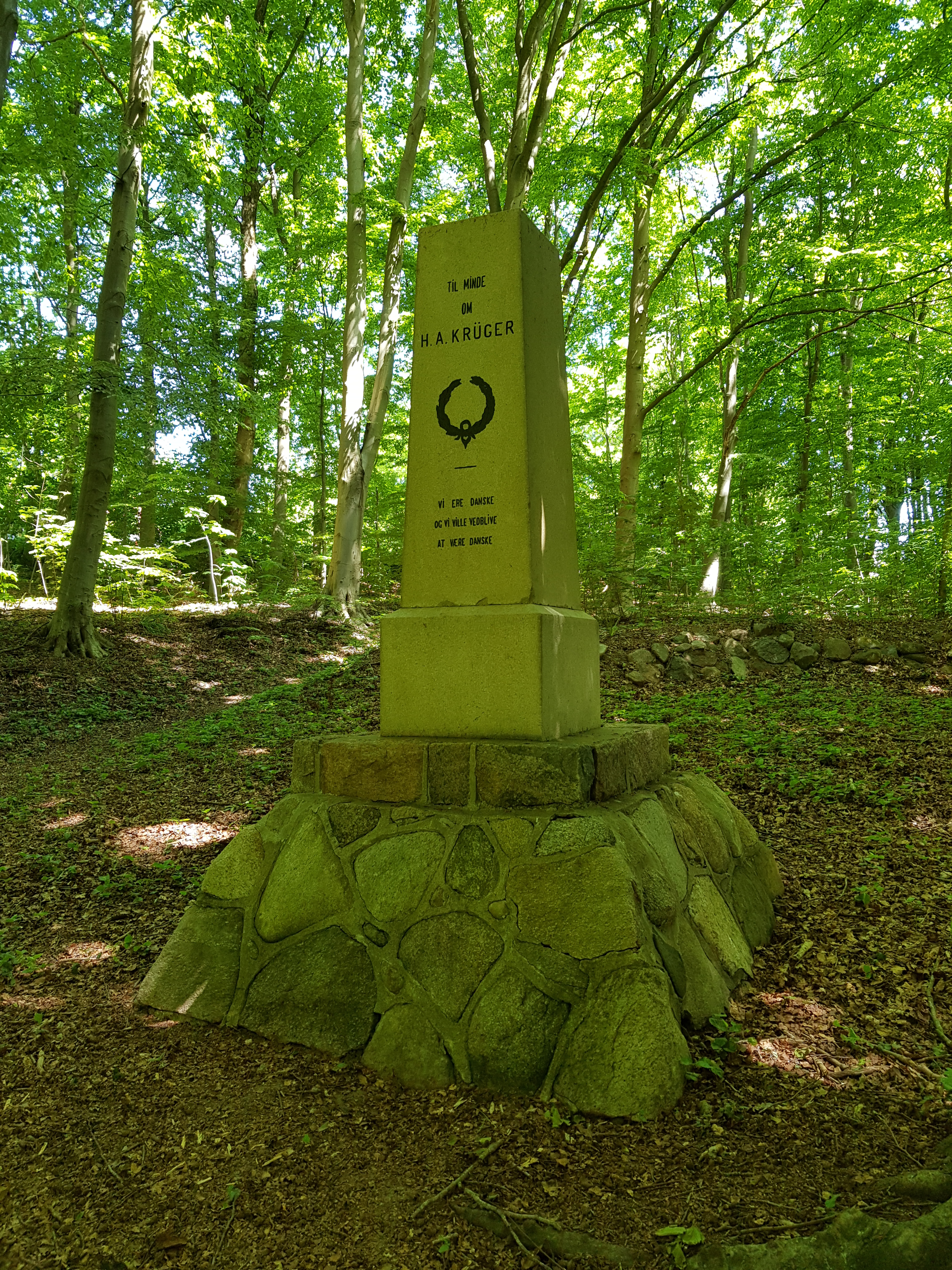
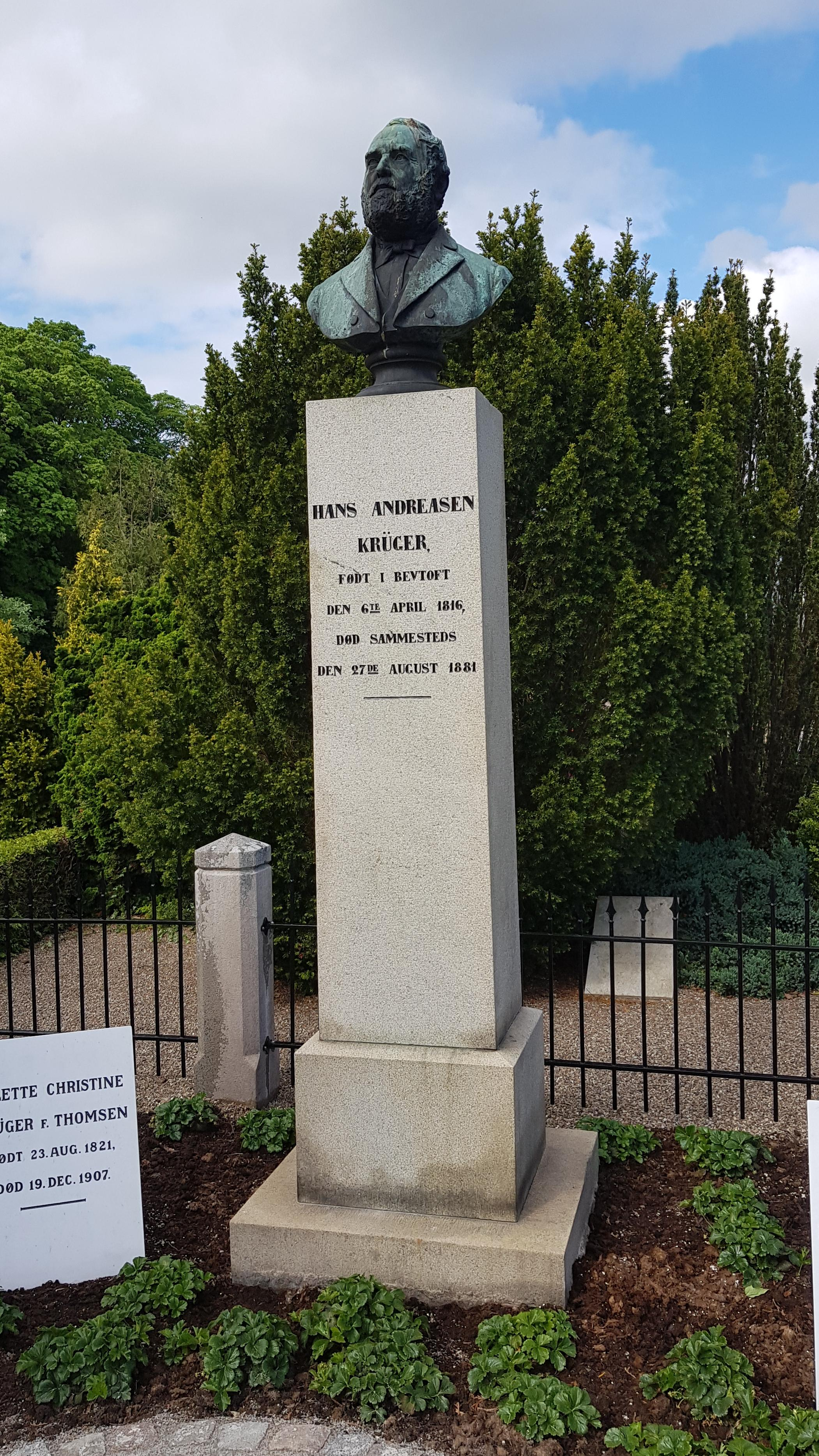